# フィッシュサステナビリティ
フィッシュサステナビリティ（英語: Fish sustainability）とは、「漁業の持続可能性」を意味し、使い方の多くは水産資源の持続可能性のことである。食糧需給において特定の魚種が将来に渡って食糧として利用可能かどうかを表す概念である。経済活動や工業生産の持続可能性とは異なった視点から、カタカナの「フィッシュサステナビリティ」の用語を使用する。

## マグロとフィッシュサステナビリティ（乱獲）
マグロは日本の食文化に欠かすことの出来ない水産資源であるが、中でも最高級とされるクロマグロの8割が日本で消費されており、そのクロマグロを巡って世界は熱い論争を繰り広げている。2010年3月カタールのドーハで開催されたワシントン条約締結国会議では、大西洋・地中海産のクロマグロを絶滅危惧（きぐ）種に指定して、国際取引を禁止するモナコや欧州連合（EU）の提案について可決される可能性があったが、中国や日本のロビー活動が功を奏して、かろうじて禁止案は否決された。しかし、大西洋・地中海ではICCAT（International Convention for the Conservation of Atlantic Tunas）=大西洋のまぐろ類の保存のための国際条約、を中心に進められている漁業規制に違反した操業が頻発し、実際のところクロマグロは絶滅危惧種状態にあるのは専門家の常識となっている。
それに加え、近年急速に拡大している畜養によって、産卵可能な成熟魚の数が激減してきている。
畜養とは、マグロの幼魚や小型のものを捕獲して生け簀で生育させる漁法で、スペイン、マルタ、イタリア、トルコ、クロアチア、キプロスなどの地中海産のクロマグロとオーストラリア近海のミナミマグロが有名。網で捉えたまま運ぶため水揚げ量が捕捉出来にくく、漁獲制限の規定を台無しにする元凶ともいわれている。数代に亘って人工的に孵化させて育てる完全養殖マグロとは似て非なるものであり、大西洋クロマグロのフィッシュサステナビリティにとって最大の危険要因ともいえる。因みに日本の市場では畜養マグロも完全養殖マグロも養殖マグロで混同されてしまっている。
フィッシュサステナビリティという観点から言えば、危機的状態にあるのはクロマグロだけではなく、オーストラリアで畜養が盛んなミナミマグロも、既に危険水域に達している。資源が豊富だとされる、メバチマグロやキハダマグロでさえ東南アジアにおける一網打尽の巻き網漁や漁獲高の管理不十分によって成魚数が激減してきている。東南アジアで水揚げされるマグロの使い道は主にツナ缶であるが、マグロの大きさがさほど必要ないため小さいものまで根こそぎ捕獲して缶詰にする。人間用は主に欧米向けに輸出されるが、マグロ入りのペットフードは日本向けに輸出される。
日本近海におけるクロマグロの漁獲高についても変化がみられる。かつての一本釣りから延縄漁や巻き網漁へと漁法が変わり、１回で大量の漁獲が可能となったため、個体の小型化が進み大型クロマグロの漁獲が激減している。このことは産卵可能な成魚の個体数を減らしていることであり、フィッシュサステナビリティにおいて将来を危惧する状況となっている。

## 食糧需給とフィッシュサステナビリティ（資源の有効利用）
ニシンはピークとなった1987年には北海道を中心に年間97万トンの水揚げがあり、鰊御殿と呼ばれる豪邸に住む富裕漁師を多数産出した。しかし、乱獲（気象的要因も加ったという説もある）が原因で1955年以降は壊滅的な状態の100トン以下まで漁獲量を減らし、その後は産業として成り立たなくなってしまった。
1980年代には2度ほど魚群の回復がみられたが、若齢時の捕獲をしてしまったためその後の増殖に貢献できなかった。つまり、資源が自然回復に向かっているときの漁獲制限はかなり徹底的に行われないとフィッシュサステナビリティに貢献できないということである。
壊滅的状態であったニシン漁だが、2000年以降になって漁獲量復活の兆しがみえはじめている。特にここ数年は1000トン以上の漁獲を何度か記録している。これは、1996年から取り組んだ資源管理や2005年以降の漁業規制の成果とみられている。地元の漁協では漁に使う網の編み目を大きくして幼魚の混獲を避けている。
北海道近海におけるニシン漁は、冨を生み出す過程とその終焉を分かり易く示した。漁獲量が半分になったときに制限していたら、壊滅的な減少はしなかったかも知れない。
いま、マグロが直面している現状はニシンの末期に近づいている。卵を産む成魚数が激減しているからである。

## 秋田のハタハタとフィッシュサステナビリティ（資源保護）
秋田県におけるハタハタ漁への取り組みは、フィッシュサステナビリティを考える上でたいへん参考となるものである。秋田名物のハタハタは、1960年代のピーク時は2万トン近い水揚げがあったが、1976年以降急激に減り続け1985年から1990年には200トン、1991年には71トンにまで落ち込み、地元の県民でも魚価が高騰して簡単には食べられなくなってしまった。
そこで秋田県の漁業関係者は、1992年10月から1995年7月までの3年間ハタハタを1匹も採捕しないという全面禁漁を実施した。
解禁後も「漁獲しながら資源」を目指し、漁獲可能量を超えないように漁獲高を調整したり、全長制限や産卵場の保護、人工孵化による稚魚の放流など様々な方法を実施した。その結果漁獲高は順調に回復を続け、近年では3000トン近くまでに達している。
水産資源を人間の生活や経済活動に利用し続けるためには、常に持続可能性に考慮した計画的な対応が求められる。